# 北白川宮成久王
北白川宮成久王（1887年4月18日—1923年4月1日）日本皇族，軍階為陸軍大佐。

## 生涯
北白川宮成久王是北白川宮能久親王的第3王子，1887年（明治20年）誕生。1895年其父在日屬臺灣去世後，即繼承北白川宮家。1909年（明治42年）與明治天皇第7皇女・周宮房子内親王結婚。1917年10月23日曾至臺灣踏尋其父生前的路線，並於翌月2日離開。
大正6年（1917年）被授予大勲位菊花大綬章。陸軍士官學校（20期）（1908年畢業）、陸軍大學校（27期）畢業，之後升至陸軍砲兵大佐（上校）。
大正10年（1921年）以假名「北伯爵」前往法國學習軍事與社交，翌年取得汽車駕照，並出自於對機械的喜愛而購買自用轎車。
大正12年（1923年），與房子妃、堂弟朝香宮鳩彦王在巴黎郊外發生了交通事故，成久王當場死亡，而同行的房子妃與朝香宮鳩彦王則身受重傷。
在巴黎日本大使館舉行葬儀後，於6月8日在豐島岡墓地下葬。
昭和10年（1935年），在事故現場立碑紀念。

## 軼事
北白川宮成久王為了紀念其父親，曾於1903年於臺灣新竹市牛埔山（今新竹市立成德高級中學校址）種了兩棵日本黑松，如今成為了成德高中的老校樹。
| 王室頭銜                | 王室頭銜                      | 王室頭銜              |
| ----------------------- | ----------------------------- | --------------------- |
| 日本皇室                |                               |                       |
| 前任： 北白川宮能久親王 | 北白川宮當主 1895年－1923年   | 繼任： 北白川宮永久王 |
| 教育職務                |                               |                       |
| 學術機關職務            |                               |                       |
| 皇典講究所              |                               |                       |
| 前任： 竹田宮恒久王     | 皇典講究所總裁 1908年－1923年 | 繼任： 久邇宮邦彥王   |